# Arichanna hanseni
Arichanna hanseni är en fjärilsart som beskrevs av Hedemann 1881. Arichanna hanseni ingår i släktet Arichanna och familjen mätare. Inga underarter finns listade i Catalogue of Life.